# Kinh tế Slovakia
Kinh tế Slovakia là một nền kinh tế cỡ vừa ở Trung Âu. Kinh tế Slovakia có tốc độ tăng trưởng cao và ổn định, tỉ lệ thất nghiệp đã giảm xuống. 
Năm 2006 theo thống kê chính thức, tăng trưởng GDP đạt 8,9%. Đến quý 3 năm, tăng trưởng GDP đạt 8.5%.  Lưu trữ ngày 16 tháng 12 năm 2007 tại Wayback Machine. Slovakia là nước có tốc độ tăng trưởng kinh tế cao nhất trong số các nước thành viên của OECD và cao thứ ba trong EU (chỉ sau Estonia và Latvia).
Slovakia là thành viên của nhiều tổ chức quan trọng như Liên minh châu Âu, OECD, WTO. Thủ đô Bratislava là trung tâm tài chính lớn nhất của Slovakia.